# Řídicí skupina
Jako řídicí skupina se v organické chemii označuje substituent na molekule nebo iontu, který ovlivňuje průběh reakcí interakcemi s reaktantem. Obvykle se tento termín používá u aktivací vazeb uhlík-vodík v molekulách uhlovodíků, kde je definována jako „skupina, která posunuje kovový katalyzátor do blízkosti určité vazby C–H“;  příkladem je ketonová skupina u acetofenonu při Muraiově reakci.

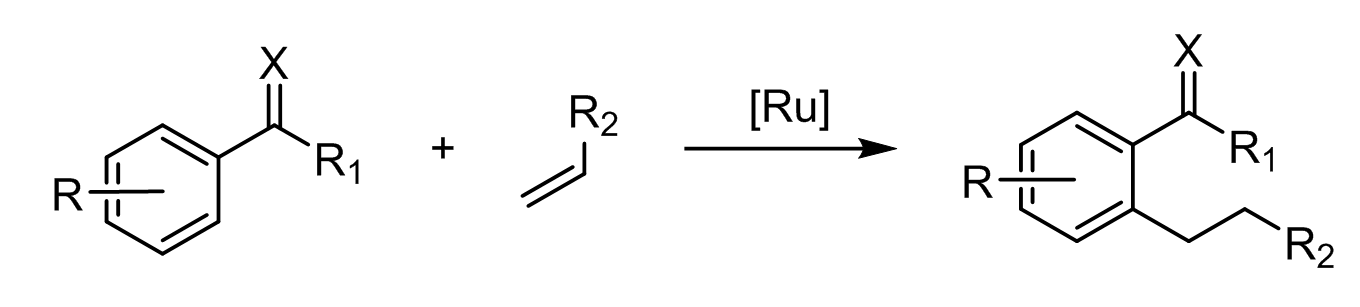
Muraiova reakce, X je řídicí skupina.

Muraiova reakce se podobá řízené orthometalaci, což je reakce obvykle používaná k lithiaci substituovaných aromatických sloučenin.

## Přechodné řídicí skupiny
Jelikož jsou řídicí skupiny ligandy, tak jejich účinnost závisí na afinitě ke kovům. Obvyklé funkční skupiny, jako například ketony, jsou většinou slabými ligandy a tak i špatnými řídicími skupinami. Řešením tohoto nedostatku mohou být přechodné řídicí skupiny. Přechodné řídicí skupiny vratně přeměňují slabé řídicí skupiny (například ketony) na silné (jako například iminy) pomocí kondenzace se Schiffovými zásadami. Po využití iminů jako řídicích skupin je lze hydrolyzovat, čímž se obnoví keton a amin.

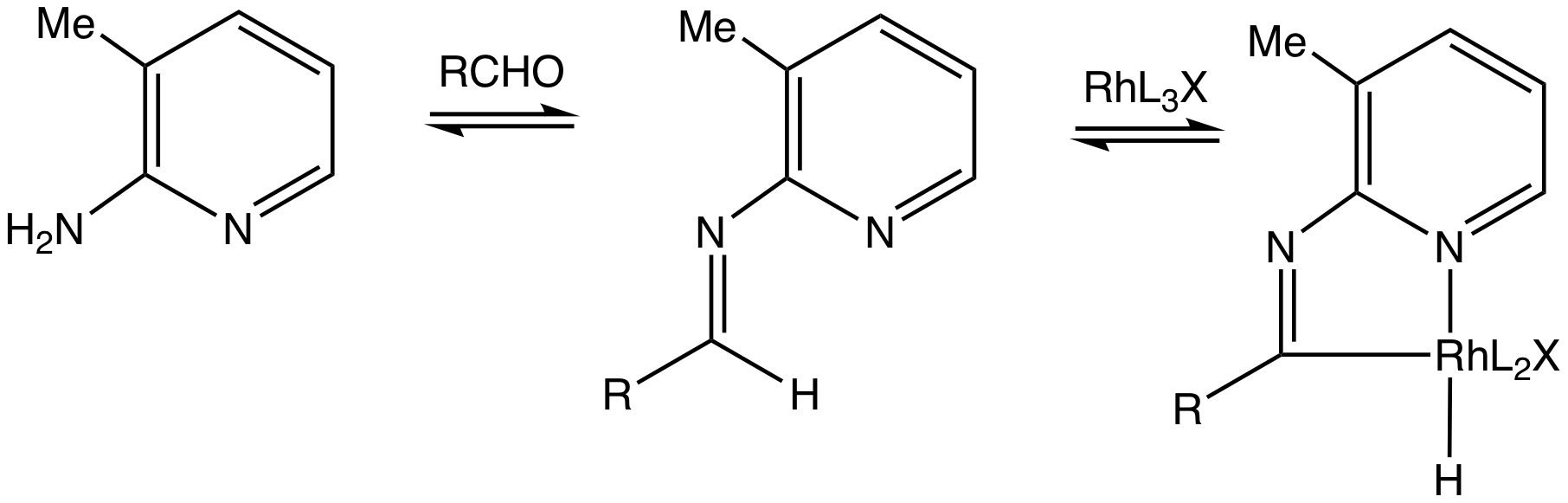
Aktivace vazby C-H přes tvorbu přechodné řídicí skupiny pomocí aminopyridinu